# Parade des diplodocus
Parade des diplodocus est un album destiné à la jeunesse paru en 1933, dont le texte et les dessins sont l'œuvre de Samivel.
Les deux héros de cette aventure, Samovar et Baculot, apparaitront de nouveau dans l'album Bonshommes de neige en 1948.